# Francisco Legnani
Francisco Pedro Legnani Silva (Canelones, 15 de enero de 1979) es un abogado, escribano y político uruguayo, miembro del Frente Amplio. En mayo de 2025 fue electo intendente del departamento de Canelones, sucediendo a Yamandú Orsi, y encabezando el quinto gobierno consecutivo del Frente Amplio en el departamento.

## Biografía
Legnani inició su militancia política a los 15 años, influenciado por su tío abuelo Ramón Legnani, quien fue diputado socialista y candidato a la intendencia de Canelones en dos veces, en 1971 y 1985. Se formó como abogado y escribano, y desde 2008 ha ocupado diversos cargos en la administración departamental, destacándose como secretario general de la intendencia durante la gestión de Yamandú Orsi. Es primo del político “Tabaré Hackenbruch Legnani” y sobrino Político del ex intendente Tabaré Hackenbruch.

## Carrera política
En las elecciones departamentales de 2025, Legnani fue el candidato único del Frente Amplio para la intendencia de Canelones. Resultó electo con el 48% de los votos, según proyecciones de Canal 5 y la Usina de Percepción Ciudadana. Durante su campaña, enfatizó la necesidad de mejorar la movilidad entre Montevideo y Canelones, proponiendo la implementación de un nuevo medio de transporte para conectar ambos departamentos.

## Vida personal
Francisco Legnani es padre de tres hijos y reside en Canelones.